# Maggy Masson
Pour les articles homonymes, voir Masson.
Maggy Masson, née le 16 janvier 1980, est une archère française pratiquant l'arc à poulies.

## Carrière
Elle remporte le titre mondial par équipes aux Championnats du monde de tir à l'arc 2001 avec Catherine Pellen et Valérie Fabre.